# Estado quântico macroscópico
Um estado quântico macroscópico é um estado da matéria no qual as propriedades macroscópicas, tais como movimento mecânico, condutividade térmica, condutividade elétrica e viscosidade, são governadas pela mecânica quântica em oposição à mecânica clássica. Isso ocorre principalmente em baixas temperaturas, onde há pouco movimento térmico presente para mascarar a natureza quântica de uma substância.
Fenômenos quânticos macroscópicos podem emergir de estados coerentes de superfluidos e supercondutores. Estados quânticos de movimento tem sido diretamente observados em um ressonador mecânico macroscópico.